# Brenthis gracilens
Brenthis gracilens är en fjärilsart som beskrevs av Cabeau 1925. Brenthis gracilens ingår i släktet Brenthis och familjen praktfjärilar. Inga underarter finns listade i Catalogue of Life.